# Melt Yourself Down (album)
| Recensione          | Giudizio |
| ------------------- | -------- |
| AllAboutJazz        | [ 1 ]    |
| AllMusic            | [ 2 ]    |
| The Daily Telegraph | [ 3 ]    |
| The Guardian        | [ 4 ]    |
| musicOMH            | [ 5 ]    |
| Pitchfork           | 6.4/10   |

Melt Yourself Down è l'album di debutto dell'omonima band londinese, pubblicato dalla The Leaf Label il 17 giugno 2013.
L'album è stato ristampato nel 2015 come parte delle celebrazioni per il 20º anniversario della The Leaf Label, dopo essere stato selezionato dai fan. Questa riedizione in edizione limitata presentava una variante sulla copertina dell'album originale ed è stata resa disponibile ai fan tramite il servizio PledgeMusic.

## Tracce
1. Fix My Life – 4:03
2. Release! – 4:19
3. Tuna – 4:27
4. We Are Enough – 4:34
5. Kingdom of Kush – 4:38
6. Free Walk – 3:49
7. Mouth to Mouth – 4:27
8. Camel – 5:02